# Prima battaglia dell'Isonzo
La Prima battaglia dell'Isonzo fu combattuta dal 23 giugno al 7 luglio 1915 tra l'esercito italiano e quello austro-ungarico.

## Piani dell'offensiva
Il generale Cadorna pianificò dal Comando supremo militare italiano un'offensiva divisa in tre parti:
- Offensiva principale: sul fronte della Venezia-Giulia il regio esercito doveva superare la linea dell'Isonzo e raggiungere la linea della Sava, tra Kranj e Lubiana
- Offensiva secondaria: l'esercito italiano doveva eseguire un'offensiva in Cadore e in Carnia i cui obiettivi erano Dobbiaco e l'apertura di uno sbocco che portasse in Carinzia.
- Difensiva strategica sul fronte tridentino[4]

## Ordine di Battaglia sull'Isonzo

### Regno d'Italia
L'esercito italiano aveva schierato sul fronte isontino 15 divisioni di fanteria, due gruppi alpini e due divisioni di cavalleria, divise in due armate:
- II Armata (generale Frugoni) schierata da Monte Maggiore a Prepotto (sul fiume Judrio) con alle dipendenze il II Gruppo (poi 2º Gruppo);
- III Armata (generale Duca d'Aosta) schierata da Prepotto fino al mare con alle dipendenze il I Gruppo.

Queste armate erano composte da:
- 249 battaglioni (più 89 di riserva);
- 110 squadroni di cavalleria (più 40 di riserva);
- 242 batterie d'artiglieria (più 74 di riserva);
- oltre al III Gruppo (poi 3º Gruppo caccia terrestre) alle dipendenze del Comando Supremo.

### Impero austro-ungarico
Le truppe austro-ungariche erano comandate dal generale Boroevic ed erano formate da:
- 79 battaglioni
- 11 squadroni di cavalleria
- 75 batterie d'artiglieria[2]

## Il fronte sull'Isonzo
I piani italiani sembravano perfetti ma alcuni fattori (la troppa cautela, l'errata interpretazione degli ordini, i ritardi e la stessa conformazione del terreno) influenzarono negativamente le operazioni dell'esercito italiano.
(Luigi Cadorna, La guerra alla fronte italiana)
Al generale Boroevic venne affidato il compito di resistere sul Carso e di tenere la città di Gorizia. Gli austriaci erano agevolati nel compito dalla fortezza naturale che offriva il territorio. La linea del basso Isonzo era assicurata dall'altipiano carsico, difeso alle estremità occidentali ed orientali rispettivamente dal Monte San Michele e dal Monte Ermada.
Gorizia era difesa da linee di trincee che erano collegate con le quote di Sabotino-Oslavia-Podgora trasformate in fortini quasi inespugnabili. Le opere furono rafforzate da altri ordini di trincee che componevano la seconda e la terza linea. La seconda linea non era molto lontana dalla prima (circa 100 m); la terza linea (500 m) riusciva ad accogliere l'arrivo delle truppe di rincalzo che da lì dipartivano per le linee più avanzate.
Nel settore dell'alto Isonzo le difese erano formate da linee di trincee continue sui versanti aspri e difficili da scalare. Il settore meno fortificato della difesa austriaca era proprio il settore del Carso. I soldati italiani si trovarono di fronte ad opere non ancora complete data la natura del terreno e il poco tempo avuto a disposizione dai soldati austro-ungarici (una quindicina di giorni in tutto).
Dove il terreno non permetteva di scavare, venivano alzati muri di pietre tenute assieme da impasti di ghiaia, cemento e filo di ferro. Nella maggior parte dei casi, le trincee di prima linea sul Carso erano delle buche protette da sacchi di terra e pietre carsiche, per nulla in grado di fornire protezione agli occupanti, durante i continui bombardamenti.

## Primo Balzo
In base ai piani di Cadorna le truppe italiane irruppero lungo il confine. Sul fronte della Giulia conquistarono Caporetto, la zona tra l'Isonzo e lo Judrio, e occuparono Cormons e Cervignano il 24 maggio e Grado il 27 maggio.
L'avanzata divenne però molto difficile perché gli austro-ungarici dominavano le posizioni strategiche ed avevano molta più esperienza di guerra degli italiani.
Nei primi giorni di giugno, viene occupata Gradisca, oltre l'Isonzo, e impedendo così al nemico di comunicare con il fondo valle. Il 9 giugno fu poi occupata Monfalcone e, il 16 giugno, parte del Monte Nero. Gli italiani ottennero anche Tolmino, le alture nelle vicinanze di Plezzo e il Monte Colovrat.

## Obiettivi della battaglia
Le operazioni che videro impegnate il regio esercito durante la prima battaglia dell'Isonzo furono tre:
- Contro il campo trincerato di Tolmino (IV Corpo d'Armata, II Armata)
- Contro il campo trincerato di Gorizia, scindibile nell'attacco a Plava/Quota 383 e nell'attacco alla linea Sabotino-Oslavia-Podgora (II e VI Corpo d'Armata, II Armata)

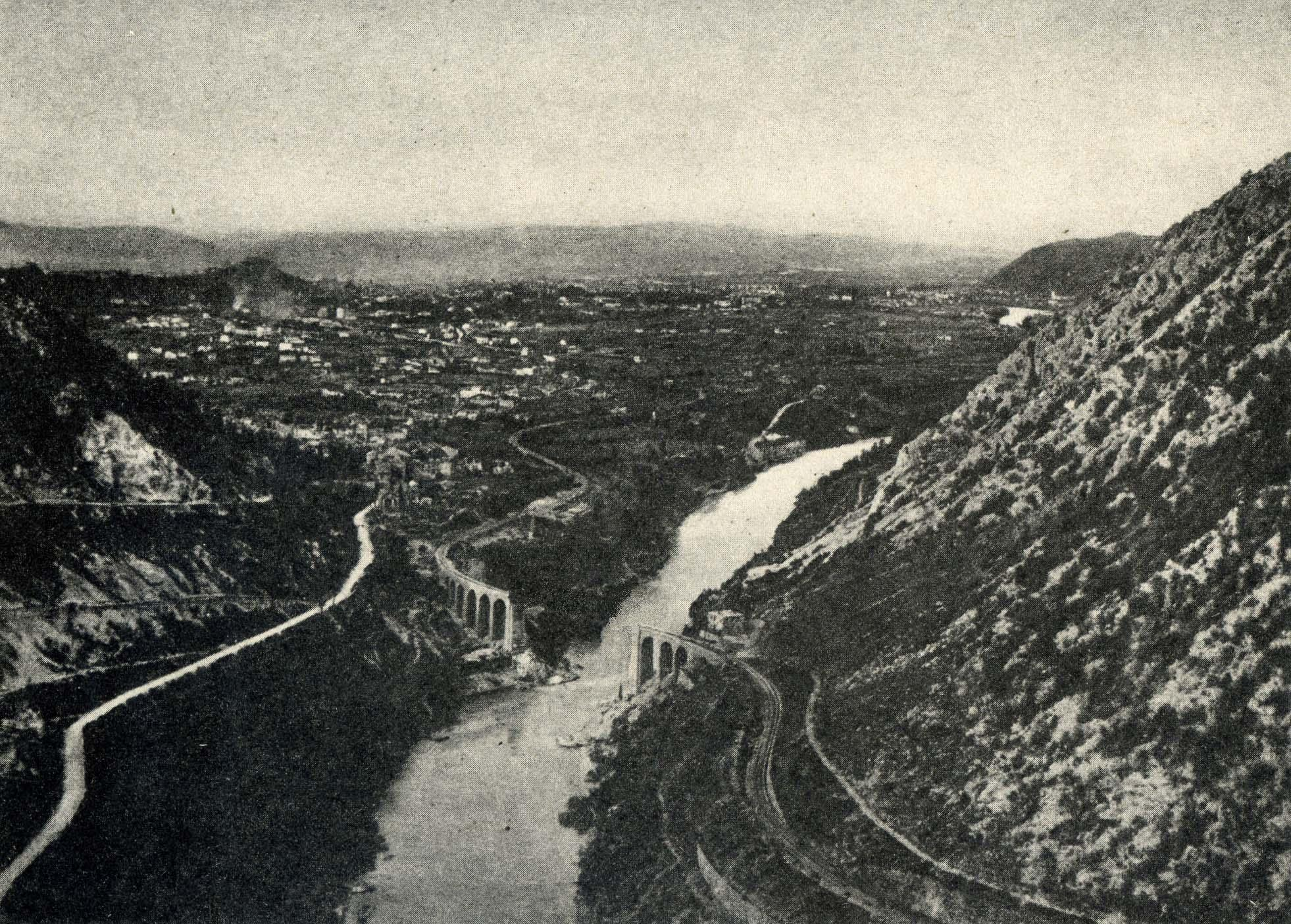
Il fiume Isonzo e la città di Gorizia, a sinistra

- L'attacco sul Carso (III Armata)

## Operazioni della II Armata

### Le operazioni contro Tolmino
Ricevuti gli ordini la II Armata tentò di occupare Tolmino, aggirando il nemico da nord avanzando dal Monte Nero, la più importante posizione occupata dagli italiani durante lo sbalzo iniziale, impiegando il IV Corpo d'Armata in un attacco frontale.
L'attacco contro Tolmino iniziò però solamente nelle prime ore del 3 luglio, quando negli altri settori del fronte la lotta era già cominciata. Nel settore Saga-Polounik-Vrsic l'11º reggimento della Divisione bersaglieri occupò la stretta di Saga, il terreno tra Saga e Log di Cezsoca, Serpenizza, la cresta del Polounik e le falde occidentali del Vrsic.
Nel settore Vrsic-Monte Nero-Isonzo l'attacco venne respinto già il 3 luglio vicino al Monte Rosso e al Leskovca, dove gli alpini mantennero le posizioni occupate.
Più a sud, nella notte del 3 luglio le brigate Modena e Salerno iniziarono l'avanzata rispettivamente verso lo Sleme e il Mrzli. L'azione degli alpini però fu bloccata e il risultato del tiro d'artiglieria risultò insufficiente.
Nel settore di Tolmino, fu presa nelle prime ore del 3 luglio una piccola fortificazione ai piedi dell'altura di Santa Maria e fu affidato alla brigata Valtellina l'ordine di impadronirsi del ponte sull'Isonzo a nord di Volzana per poterlo distruggere. Tuttavia l'attacco a S. Maria destò l'allarme e la reazione nemica fece fallire il tentativo di distruggere il ponte. Verso le ore 1:00 del 4 luglio, senza l'uso dell'artiglieria per mantenere la sorpresa, la brigata Valtellina, con la Bergamo, riprese l'avanzata nel settore vicino a Santa Maria e Santa Lucia, in un violento scontro che durò tutta la mattina del 4 luglio. Intanto verso le 2:00 di quella stessa giornata, i genieri con l'ordine di distruggere il ponte a nord di Volzana riuscirono a far brillare le cariche, producendo ingenti danni al ponte. Per difficoltà di orientamento e coordinamento degli sforzi, i ripetuti assalti della Valtellina e della Bergamo divenivano vani, così che alle ore 20:00 venne ordinato di ripiegare verso le posizioni di partenza.
Non accadde nulla di significativo nel settore Globocak-Doblar-Maria Zell dove erano assegnate le brigate Liguria ed Emilia. Era stato ordinato dal comando del IV Corpo d'Armata di riprendere l'attacco il 4 luglio ma la sera del 3 il comandante dell'artiglieria riferì che le batterie pesanti non avrebbero avuto munizioni sufficienti per l'intera giornata. Il comandante del Corpo d'Armata decise così il 4 luglio di sospendere l'attacco attendendo i rifornimenti. Nelle prime ore del 6 luglio alcune compagnie alpine tentarono un attacco per occupare il Monte Rosso ma furono tuttavia respinti e dovettero ripiegare sulle posizioni di partenza.

### L'attacco a Plava
All'alba del 23 giugno l'artiglieria italiana iniziò a bombardare le posizioni nemiche nella zona di Plava e alle ore 9:00 la brigata Emilia attaccò la zona di Globna. I soldati del regio esercito furono arrestati dai reticolati disposti a ovest di Globna e bombardati dall'artiglieria nemica, non potendo così portare a termine l'azione. Date le difficoltà, i soldati preferirono sospendere l'attacco per ritentare il mattino seguente e con l'aiuto di maggiori forze.
Si pianificò così di sviluppare un'azione contemporanea in tre direzioni: verso Globna con la brigata Emilia, verso la quota 363 con la Forlì e verso il Kuk 61 con la 32ª Divisione (brigate Spezia e Firenze). La mattina del 24 giugno il tiro d'artiglieria fu iniziato alle ore 8:00 e alle 10:00 fu dato ordine alle brigate Emilia e Forlì di attaccare. L'attacco fu ordinato nonostante l'artiglieria non avesse ancora aperto delle brecce nelle difese nemiche. Verso le ore 12:00, superata una tenace resistenza, i soldati italiani riuscirono a penetrare tra le case di Globna e ad asserragliarvisi. I risultati della brigata Forlì non si fecero vedere.
L'azione fu ripresa il giorno seguente ma vennero compiuti solo minimi progressi. Dopo due nuovi tentativi, il 26 e il 27 giugno della brigata Forlì e della brigata Spezia, l'attacco fu definitivamente sospeso. La limitata avanzata italiana nei pressi di Plava non era stata sufficiente ad aprire la linea difensiva austro-ungarica, rivelatasi troppo salda.

### L'attacco alla linea Sabotino-Oslavia-Podgora
L'azione del VI Corpo d'Armata consisteva in un attacco frontale contro Oslavia e Podgora, e due attacchi ai lati contro il Sabotino e contro il tratto di Isonzo tra Gorizia e Savogna.
Dopo un intenso bombardamento d'artiglieria nella mattinata del 23 e 24 giugno, alle ore 17:00 del 24 gli italiani attaccarono. Il tiro delle batterie pesanti non era stato però sufficiente a distruggere gli ostacoli, ovvero i reticolati. Inoltre il tiro sulle posizioni nemiche non aveva potuto fiaccare la capacità di resistenza degli austro-ungarici perché il generale Boroevic aveva fatto scavare due linee, una delle quali più arretrata, nella quale gli austriaci andavano a ripararsi dai colpi delle nostre artiglierie. Oltretutto nessun progresso aveva individuato le batterie avversarie, così l'artiglieria austriaca continuò il suo lavoro pressoché indisturbata.
I ripetuti attacchi portati al Sabotino della 4ª, 11ª, 12ª e 22ª Divisione, tra il 24 giugno e il 4 luglio si rivelarono infruttuosi. Fu richiesto numerose volte all'artiglieria di insistere su determinati punti aprendo così dei varchi nei quali alcuni gruppi riuscirono a penetrare ma il passaggio di un numero così esiguo di uomini non permise al regio esercito di sfondare le linee.
Nel frattempo si era sviluppato uno scontro violento sul Carso, dove si era spostato il centro di gravità della battaglia. Lì il Comando Supremo italiano cercava di sfondare le linee costringendo l'avversario a concentrare lì le sue forze. Il 5 luglio fu il giorno per cui venne stabilito l'attacco decisivo, questa volta diretto contro Podgora. L'artiglieria italiana iniziò a bombardare alle 5:00 e alle 11:00 il tiro venne allungato permettendo così ai guastatori di entrare in azione con tubi di gelatina esplosiva e mezzi di distruzione come pinze, tenaglie e accette con il compito di aprire dei varchi. I genieri riuscirono a operare senza eccessive difficoltà, raggiungendo le difese prime nemiche e riuscendo a fare esplodere alcuni tubi, aprendo così dei varchi nel primo ordine di reticolati che la fanteria lanciata all'attacco (ore 13:00) oltrepassò in più punti. La lotta si accese di conseguenza fra il primo e il secondo ordine di reticolati, dove l'azione si esaurì. Alle ore 14:30 vi fu una penetrazione che vide protagonista il 1º fanteria (brigata Re) che si mosse direzione della quota 240 senza incontrare reazione, per essere fermato però proprio all'ultimo dagli austriaci (ore 17:00).
Il 6 e 7 luglio alcuni reparti della brigata Perugia aprirono una discreta breccia nei reticolati, attraverso la quale si gettò una compagnia. Gli austriaci attesero di poter cogliere i soldati italiani nel momento più critico, aprendo il fuoco a distanza ravvicinata.

## Operazioni della III Armata

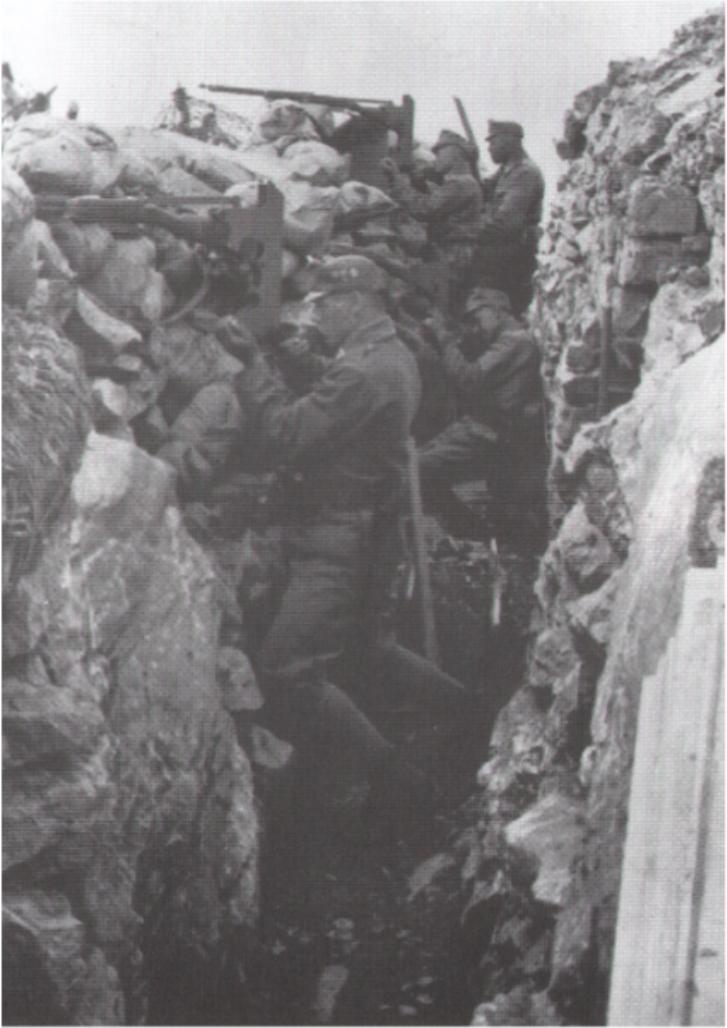
Trincea austro-ungarica sull'Isonzo

### L'attacco sul Carso del X e XI Corpo d'Armata
Alle ore 7:00 del 23 giugno la brigata Siena della 19ª Divisione (X Corpo) iniziò l'avanzata in direzione di Sagrado, Polazzo e Fogliano Redipuglia, dopo aver attraversato il canale Dottori su sei ponticelli gettati tra Fogliano Redipuglia. Mentre le colonne di destra e del centro giunsero senza difficoltà con la testa a Polazzo, la reazione nemica bloccò l'avanzata appena oltre Fogliano Redipuglia. Alcune fonti sostengono che gli austriaci avessero fatto tracimare il canale "Dottori", ma questo fatto non procurò un grave ritardo in quanto la conformazione del territorio agevolava lo scorrere dall'acqua verso il mare.
Più a nord, per facilitare la caduta di Sagrado, fu ordinato alla 21ª Divisione di passare l'Isonzo da destra. La brigata Pisa iniziò così, verso le 13:00, il passaggio del fiume a bordo di galleggianti, ma l'operazione fu sospesa dopo la reazione austriaca. Il tentativo fu ripreso alle 15:30 sino alle 22:30, quando fu sospesa per poter gettare un ponte in corrispondenza dell'isolotto a monte di Sagrado. Alle ore 3:00 del 24 giugno fu raggiunto l'isolotto, ma poiché il sole iniziava a salire e la realizzazione dell'altro tratto di ponte durante le ore diurne sarebbe stato impossibile, si decise di passare il resto del fiume con delle imbarcazioni, traghettando così 1º battaglione della Pisa sulla sponda sinistra del fiume. Alle 4:30 l'intero battaglione era riunito al di là del fiume.
Fra le 4:30 e le 5:00 l'artiglieria nemica distrusse il ponte e pertanto il battaglione rappresentava tutto l'appoggio che si era potuto dare alla 19ª Divisione. Alle 11:00 la brigata Bologna (19ª Divisione) riprese l'avanzata verso Castelnuovo ma non poté proseguire essendo bloccata da un intenso fuoco dell'artiglieria austriaca di San Martino del Carso. Il comandante della Bologna decise così di ripiegare sulle posizioni di partenza per ritentare il giorno successivo.
Nel frattempo era stato reso agibile il ponte in ferro di Sagrado, così nella notte del 25 giugno la brigata Pisa, con 5 battaglioni, riuscì a trasferirsi sulla sponda sinistra. La brigata Savona aveva nel frattempo completato il proprio schieramento sulla fronte Polazzo-Redipuglia, disimpegnando la Siena. La 21ª Divisione con la brigata Regina continuava intanto a tenere la linea dell'Isonzo tra Mainizza e Sdraussina.
Il 25 giugno la brigata Bologna attaccò in direzione di Castelnuovo (ore 11.00) coperta dalla Pisa. Finalmente Castelnuovo venne occupato. Dalla mattina del 26 lo sforzo iniziò a gravitare più a nord, con le batterie dell'XI Corpo d'Armata che iniziarono a colpire le posizioni di Sdraussina, San Michele, del Bosco Cappuccio e Castelnuovo. L'avanzata della fanteria, iniziata alle ore 11:00 in direzione di San Martino del Carso e di San Michele, procedette prima lentissima per le asperità del terreno e la tenace resistenza nemica, infine si arrestò a contatto con le difese austriache. Rivelatesi inutili le pinze a causa dello spessore del filo metallico, vennero sperimentate inutilmente le pertiche giapponesi (lunghi bastoni muniti di forti uncini).
L'azione fu ripresa il 27 giugno conseguendo però risultati minimi e fu quindi sospesa il giorno seguente, per essere ripresa il 30 ma anche questa volta con esito negativo. Solo il 4 luglio l'azione dei soldati italiani riuscì a penetrare le trincee e a mantenerle contro i contrattacchi della 58ª brigata austriaca. La linea di fronte italiana a San Michele venne così a stabilizzarsi, mentre fallì invece l'attacco a San Martino del Carso.
A est di Castelnuovo la brigata Siena, che era riuscita ad occupare nuove posizioni a nord della cittadina, facendo 235 prigionieri, fu costretta al ripiegamento per via dei rinforzi austriaci. Con più della metà degli uomini fuori combattimento la brigata sostenne per tutto il 4 luglio i contrattacchi avversari finché alla sera fu costretta ad abbandonare le posizioni e ripiegare su quelle di partenza. Solo alle 22:00 del 5 luglio la Siena, ricevuti i rinforzi, riuscì a prendere stabilmente possesso delle posizioni di quota 92.
Verso le 8:00 del 6 luglio i soldati italiani passarono nuovamente all'attacco sul fronte tra San Michele e San Martino, tuttavia fu possibile soltanto un lieve progresso a sinistra di San Michele che riuscì, fra le 13:00 e le 15:00, ad avanzare a nord-est e a mantenere il nuovo possesso dopo una serie di attacchi e contrattacchi che si protrasse fino alla mattina del 7 luglio. La sera di quello stesso giorno tutti gli attacchi furono sospesi.

### L'attacco sul Carso del VII Corpo d'Armata
Il 23 e 24 giugno il VII iniziò la sua conversione a destra con la 14ª Divisione e la 13° per Vermegliano e Selz in direzione del Monte Sei Busi e del Monte Cosich.
La brigata Acqui (14ª Divisione) iniziò il passaggio del canale Dottori su due colonne, attraversando i ponti in muratura a est di Soleschiano, il 23 giugno alle 6:30. La sua marcia però venne subito bloccata dall'allagamento che in parte ancora occupava la zona di Vermegliano.
Procedette invece l'avanzata della brigata Pinerolo, a destra della Acqui sulla direttrice di Selz. Dopo una breve resistenza la località venne occupata intorno alle 13:00. Vista l'impossibilità di operare attorno a Vermegliano, il comandante della 14ª Divisione decise allora di spingere sulla direttrice di Selz. Si tentò quindi l'attacco al Monte Cosich, ma i tentativi tra il 23 e il 24 giugno risultarono inutili data la reazione avversaria.
Il 25 e 26 giugno la 14ª Divisione contribuì all'azione che si svolgeva a ridosso del Monte Sei Busi col tiro dell'artiglieria. Solo il 27 giugno, il lento e progressivo prosciugamento della zona allagata consentì di occupare il margine esterno di Vermegliano, mentre la brigata Pinerolo era stata fermata nei pressi di Selz, che venne in seguito perduta il 28 giugno, dopo un contrattacco austriaco, per essere ripreso il giorno seguente.
Nella notte del 30 giugno la brigata Acqui riuscì ad aprire alcuni varchi sopra Vermegliano ma la presenza di una seconda linea immediatamente a ridosso della prima non consentì un ulteriore avanzamento.
La Pinerolo non fece alcun progresso sul settore del Monte Cosich. Nella notte del 30 giugno gli uomini di rinforzo della brigata Messina collocarono una trentina di tubi di gelatina esplosivi che però non sortirono alcun effetto rilevante. I varchi aperti nel reticolato erano attentamente sorvegliati dagli austriaci.
Il mattino del 4 luglio la III Armata tentò di aprire nuovamente le difese nemiche. Alla brigata Cagliari fu affidato il compito di avanzare verso il Monte Sei Busi. Alle ore 10:00 la brigata iniziò ad avanzare procedendo in formazione. Colpita dai bombardamenti, moltiplicò tuttavia i tentativi di sfondare le linee nemiche, respingendo oltretutto un contrattacco tentato dagli austriaci intorno alle 12:00. Alle 16:00 la resistenza avversaria sembrò affievolirsi e finalmente, con una risoluta avanzata (260 austriaci caddero prigionieri), la Cagliari giunse poi a stretto contatto con la sommità del Monte Sei Busi. Ciononostante gli austro-ungarici impedirono alla 14ª Divisione di penetrare a Vermegliano prima che gli austriaci stessi non si fossero ritirati da Monte Sei Busi e da Monte Cosich.
Nel pomeriggio del 4 luglio il comando del VII Corpo d'Armata ordinò di sospendere ogni altra iniziativa, attendendo che la brigata Cagliari ottenesse il controllo del Monte Sei Busi.

## Analisi della battaglia
La vera rivelazione del primo anno di guerra fu la capacità di resistenza dell'esercito austo-ungarico e l'insuperabilità delle difese, come i reticolati, con mezzi preparati per una guerra di movimento. La guerra si rivela così una guerra di logoramento, i cui effetti non risultano visibili né nello spazio né nel campo strategico, ma in maniera profonda nel campo organico, morale ed economico.
La superiorità numerica italiana non poté avere un peso decisivo, anzi si rivelò un fattore svantaggioso, dato che una densità maggiore dello schieramento fu spesso causa di perdite superiori. Tuttavia l'azione costante degli italiani, e delle loro artiglierie, produsse perdite proporzionalmente maggiori nelle file austro-ungariche. Le perdite percentuali italiane furono del 5,95%, quelle austriache superarono il 9%.
La battaglia portò solamente numerose perdite da entrambe le parti senza che nessuno dei due contendenti ottenesse guadagni rilevanti. Gli scontri, che non portarono a nulla di definitivo, sfociarono nella seconda battaglia dell'Isonzo, cominciata pochi giorni dopo.